# Monte Cimone (Appennino)
Il monte Cimone (anticamente Alpe de Nona) è il maggiore rilievo dell'Appennino settentrionale e della regione Emilia-Romagna, con un'altezza di 2.165 m s.l.m., nei pressi del confine con la montagna Pistoiese (Toscana). È parte dell'Appennino tosco-emiliano e, non essendo collocato sul crinale dello spartiacque appenninico, la vetta e tutte le pendici del monte, che interessano i comuni di Fiumalbo, Sestola, Fanano, Riolunato e Montecreto, ricadono nel territorio della provincia di Modena.

## Storia
Nel corso di alcuni lavori sono state scoperte in vetta tracce di presenza umana risalenti ai Romani.
Tracce di insediamenti umani destinati alla pastorizia sono riconducibili all'antichità, mentre le prime salite con finalità sportive o scientifiche sono documentate a partire dal 1569 da parte di Guidinello Montecuccoli, nobile locale. Diverse spedizioni per lo studio della pressione e della composizione atmosferica sono state compiute nel Seicento, anche ad opera dei padri gesuiti.
Nel 1892 venne realizzata una torre a pianta ottagonale con finalità di osservatorio scientifico, ora caduta in rovina. Nel 1908 fu inaugurata una cappella dedicata alla Madonna delle nevi, tuttora venerata con una processione e con la celebrazione di una messa il 5 agosto di ogni anno.
Nel 1939 si stava per attuare la realizzazione di un rifugio CAI, ma l'impresa fu abbandonata con l'arrivo della guerra e la successiva guerra fredda, durante la quale si ampliò l'installazione militare iniziata nel 1937 e l'accesso a gran parte della cima fu interdetto ai civili.

## Descrizione

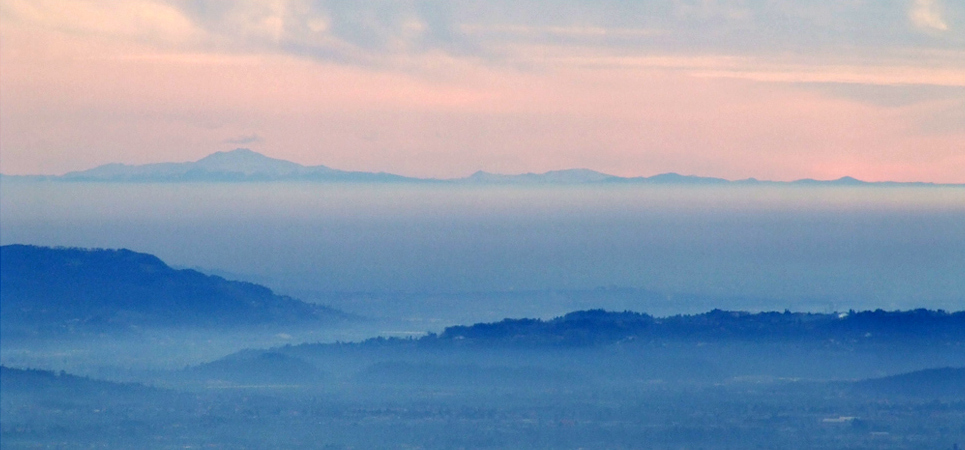
Il monte Cimone fotografato dall'altopiano dei Sette Comuni (Prealpi vicentine)

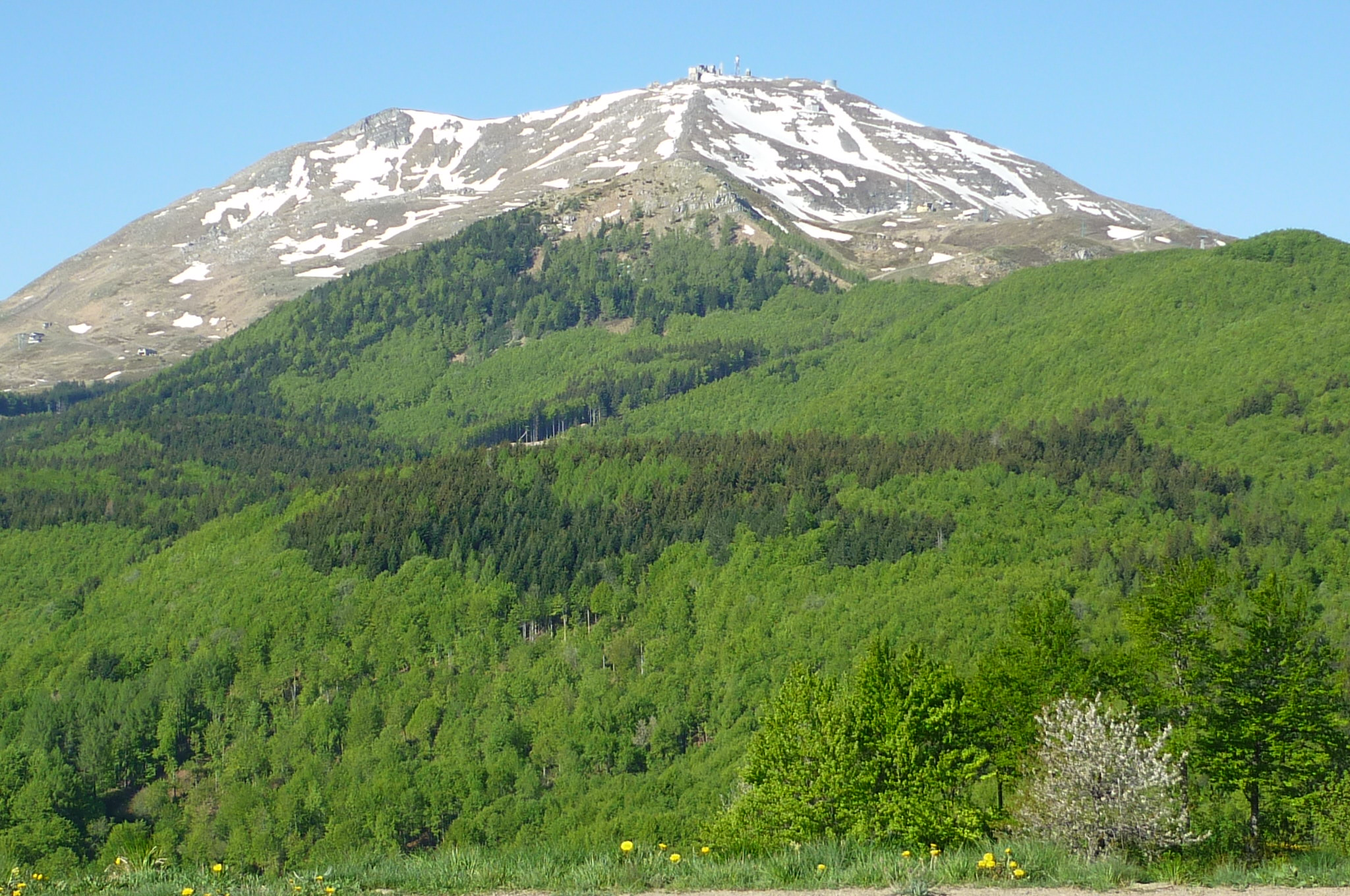
Monte Cimone in primavera

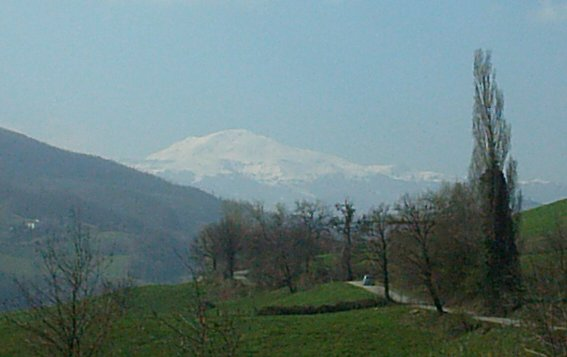
Vista panoramica sul monte Cimone

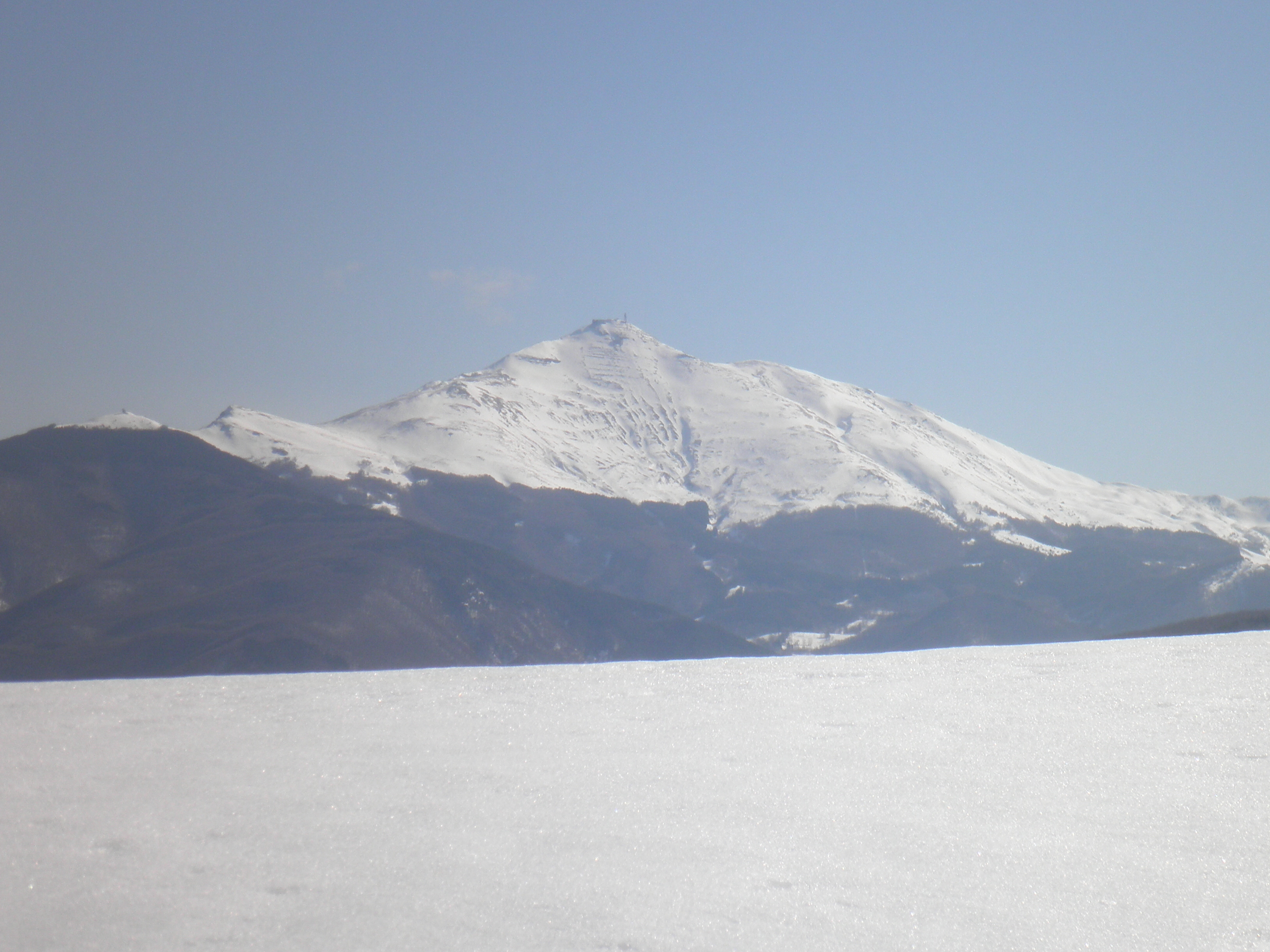
La montagna in inverno vista dagli impianti sciistici di Sant'Annapelago, 20 km a ovest

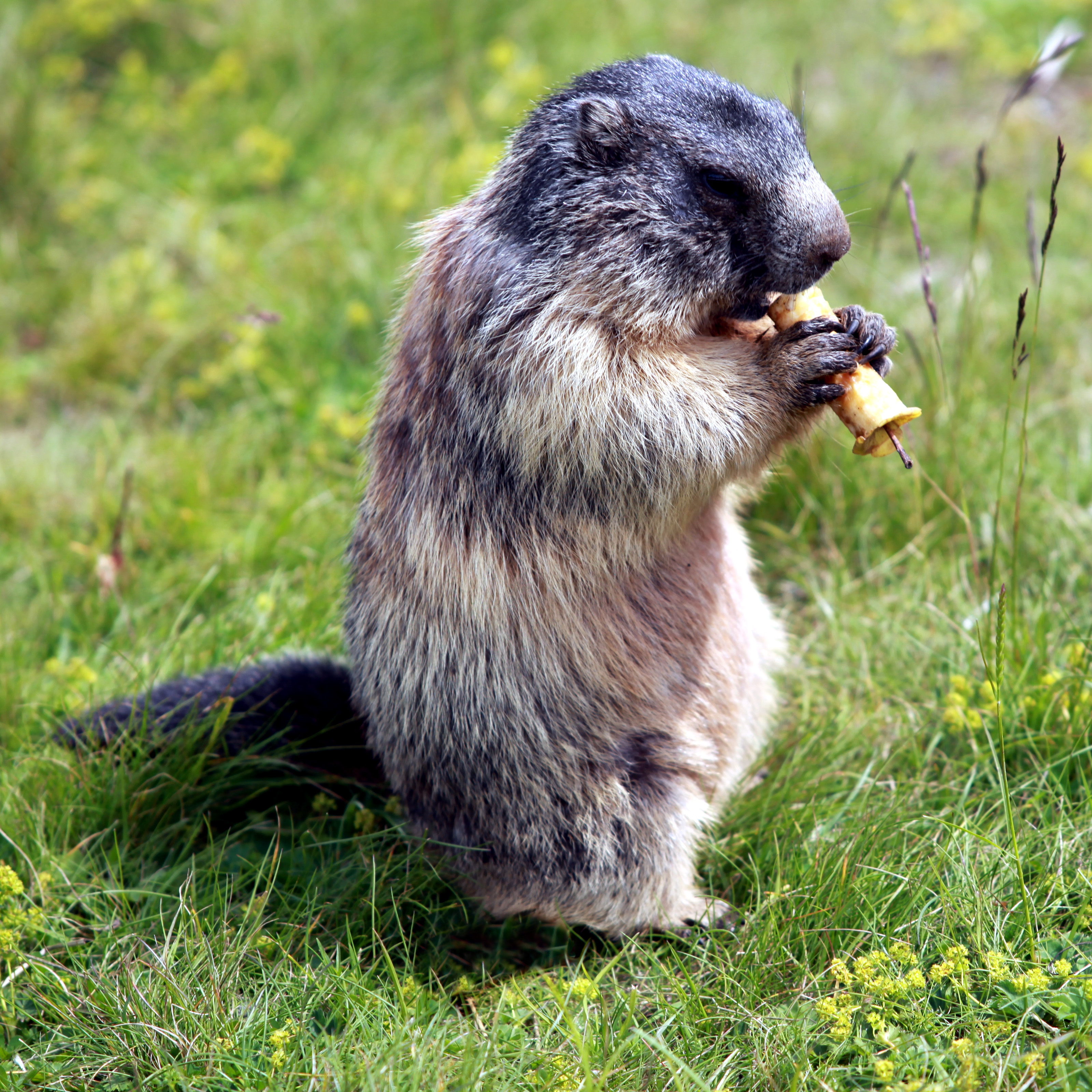
Marmotta

### Conformazione
È una montagna piuttosto tozza, con una vaga forma piramidale a tre facce e un'anticima denominata Cimoncino.

### Territorio
Il profilo del Cimone è un elemento caratteristico del paesaggio dell'Appennino modenese ed è visibile dalle province di Modena, Reggio Emilia, Ferrara, Parma, Bologna, Ravenna, Mantova, Pistoia, Prato, Pisa, Lucca,  Firenze, Siena, Verona e Vicenza (le ultime tre necessitano di ottima visibilità affinché possa essere osservato). Considerando la risoluzione spaziale dell'occhio umano, la cima del monte Cimone è il punto geografico dal quale si vede più superficie italiana. In condizioni di visibilità ottimali, infatti, si può scorgere all'orizzonte tutto l'arco alpino, il mar Adriatico, il monte Amiata, l'Argentario, il mar Tirreno, l'isola d'Elba, la Corsica e l'isola di Capraia.
In quanto importante stazione sciistica invernale, la montagna è fornita di impianti di risalita che permettono di giungere in prossimità della vetta partendo dal centro abitato di Sestola, da Canevare (frazione di Fanano), dalla località Le Polle di Riolunato e da Montecreto. Una funivia, aperta anche nel periodo estivo, collega passo del Lupo (raggiungibile in auto) a Pian Cavallaro, da cui è possibile raggiungere la sommità in circa un'ora e mezza.
Sulle pendici del monte vi è il lago della Ninfa, conca originatasi su un ampio movimento franoso ed oggi mantenuto artificialmente. 

### Altre informazioni
- Sulla sommità, costituita da un'ampia spianata, sono presenti molteplici antenne per telecomunicazioni dell'Aeronautica Militare, oltre alla stazione meteorologica di Monte Cimone, ufficialmente riconosciuta dall'organizzazione meteorologica mondiale. Infatti, sul monte Cimone ha sede il CAMM – Centro A.M. di montagna, un ente del servizio meteorologico dell’Aeronautica Militare dipendente dal Centro Nazionale di Meteorologia e Climatologia Aeronautica (CNMCA) di Pratica di Mare (Roma). La stazione meteo funziona con regolarità dal 1946 ventiquattrore su ventiquattro e fornisce dati utili alla navigazione aerea, alle attività di previsione meteorologica ed agli studi di climatologia. Nel campo delle telecomunicazioni il Centro svolge un ruolo importantissimo, sia in ambito militare che civile, grazie alle apparecchiature tecnologicamente all’avanguardia. Il CAMM partecipa a diversi programmi internazionali nell’ambito del rilevamento delle concentrazioni di gas atmosferici e collabora con moltii istituti di ricerca ed università italiane e straniere. Dal 1937 l’attività ha riguardato il settore dell’assistenza al volo, le telecomunicazioni, le misure meteorologiche e ambientali.  Dal 1975 si misura l’ozono stratosferico, dal 1979 l’anidride carbonica (prima stazione in Europa) e dal 2012 il metano in atmosfera. Dal 2011 è una delle 29 stazioni all’interno del programma internazionale Global Atmosphere Watch dell’Organizzazione meteorologica mondiale. Da alcuni anni il CAMM partecipa anche al programma europeo Carboeurope con l’obbiettivo di identificare le sorgenti ed i pozzi di anidride carbonica a scala regionale in Europa, come da protocollo di Kyoto.

- Vi si trova anche l'Osservatorio climatico CNR "Ottavio Vittori" dell'Istituto di Scienze dell'Atmosfera e del Clima (ISAC) del Consiglio Nazionale delle Ricerche (CNR), per lo studio dell'atmosfera e del clima, ospitato nell’ex rifugio CAI Romualdi. L’attività iniziò negli anni Ottanta nei locali dell’ex rifugio CAI, assegnati all’ente da una convenzione stipulata tra l’Istituto per lo studio dei fenomeni fisici e chimici della bassa e alta atmosfera del CNR (FISBAT) di Bologna e il Comando della I Regione aerea dell’Aeronautica Militare. L’attività prese l’avvio con studi inerenti alla radiazione atmosferica, alla fisica del ghiaccio, alla nebbia e visibilità al gas in traccia e particelle. Nel 1996 il CNR ha ristrutturato il laboratorio e i sistemi di misura sono stati automatizzati per permettere un controllo a distanza (dall’Istituto FISBAT) del loro funzionamento e delle relative misure.

- Intorno alla sommità del Cimone è molto facile osservare le marmotte. La marmotta delle Alpi fu introdotta sul Cimone, così come in altre zone dell’Appennino Settentrionale, negli anni '50, e da allora si è ambientata perfettamente al clima e alle condizioni della zona, riproducendosi al punto che non è difficile osservarne parecchi esemplari da pochi metri di distanza.

## Turismo
Sulla montagna è presente la più importante stazione sciistica dell'Emilia-Romagna, denominata Comprensorio del monte Cimone, diviso in varie località comprese tra i comuni di Sestola, Fanano, Montecreto e Riolunato, tutte collegate tra loro direttamente con sci ai piedi (solo la stazione sciistica di Pian del Falco è collegata tramite skibus). Le piste, in prevalenza di media difficoltà, si estendono per un totale di oltre 50 km e, a differenza di altre piste appenniniche, spiccano per la larghezza molto superiore al normale.
Dal punto di vista alpinistico il monte non è di particolare interesse, non presentando pareti rocciose, e in inverno i suoi pendii non presentano pendenze particolari né canaloni interessanti. Dal punto di vista paesaggistico è caratterizzato da una notevole presenza di infrastrutture di origine antropica.

## Galleria d'immagini

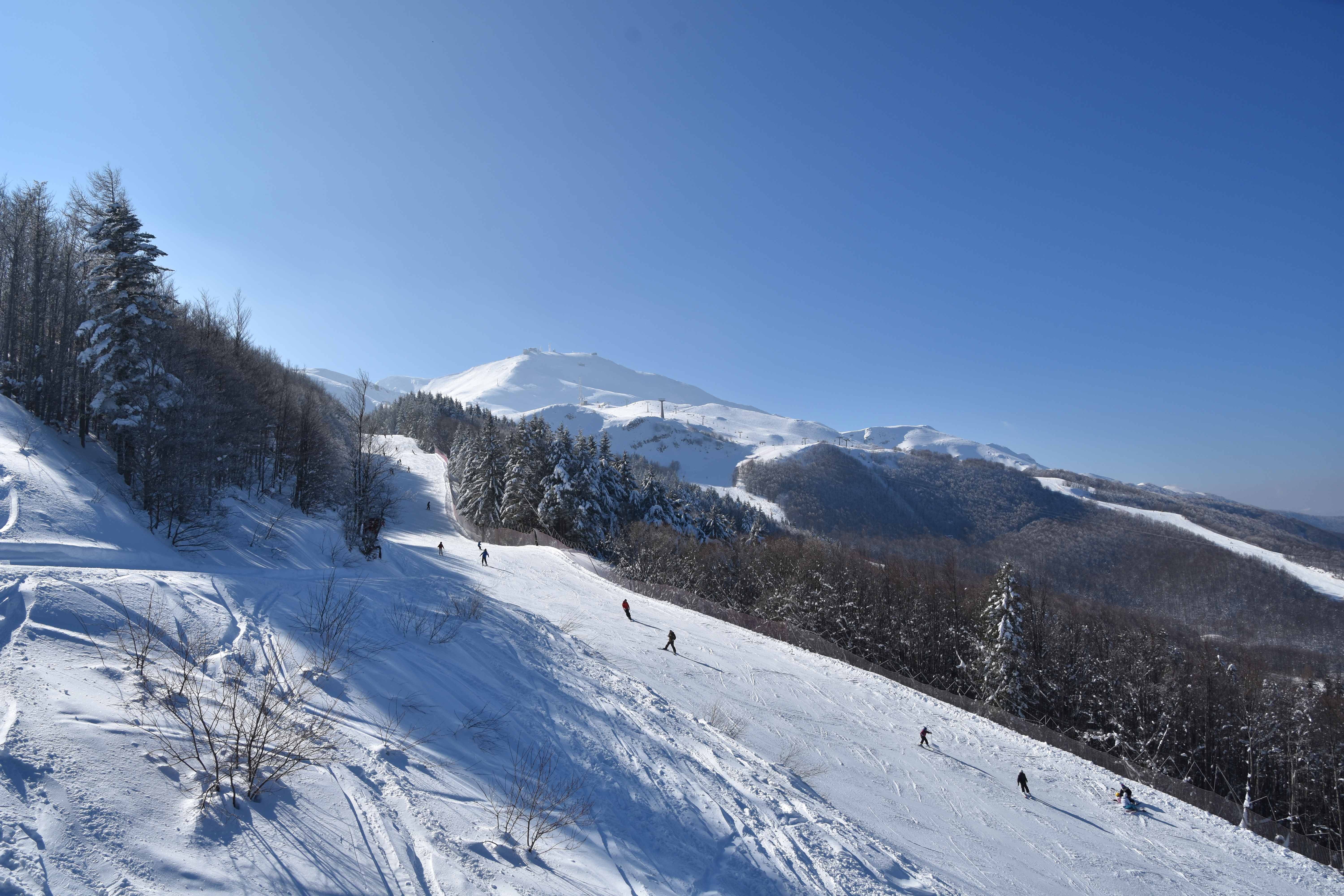
Monte Cimone inverno
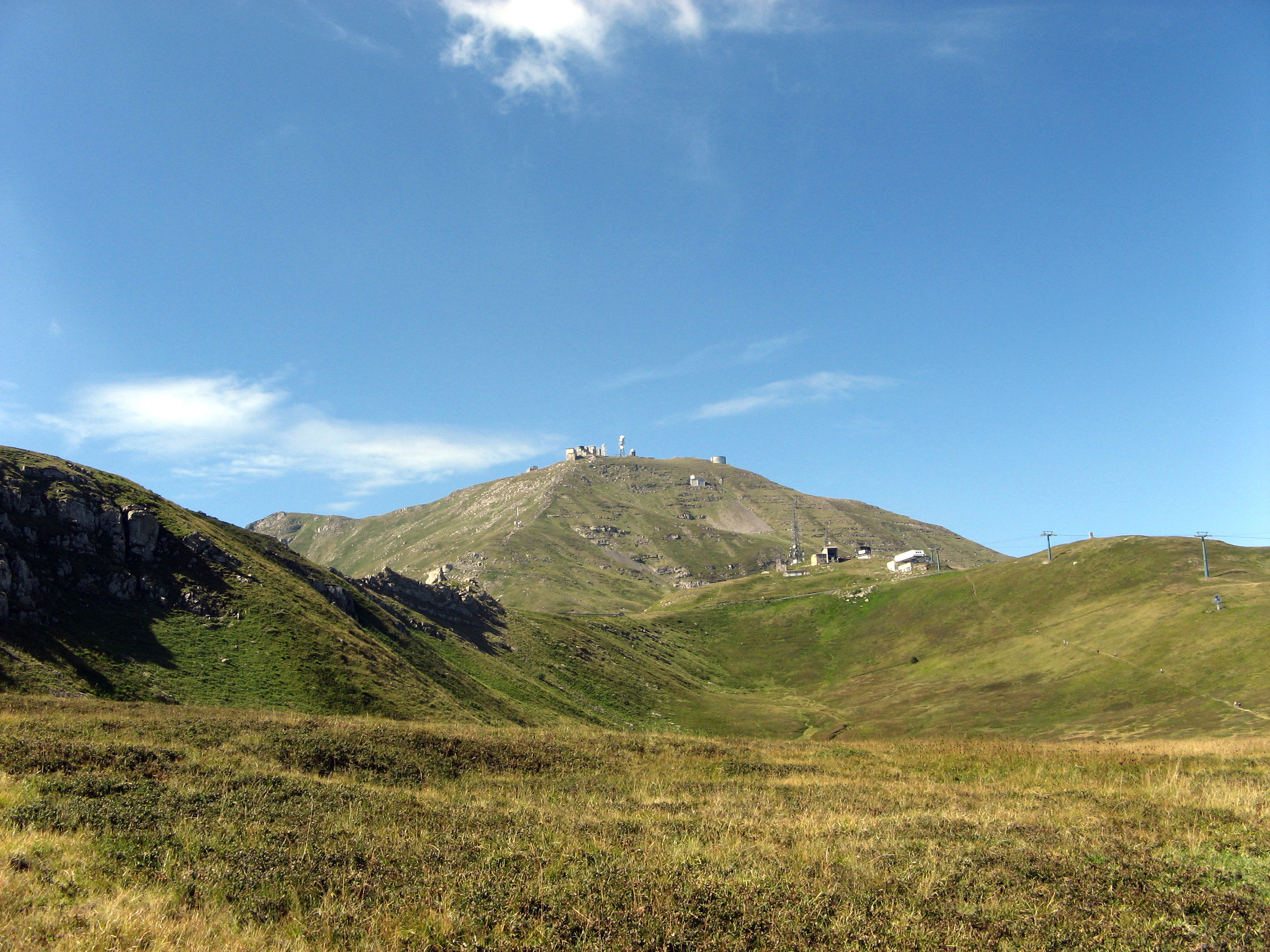
Conca in prossimità di Pian Cavallaro, denominata Buca del Cimone
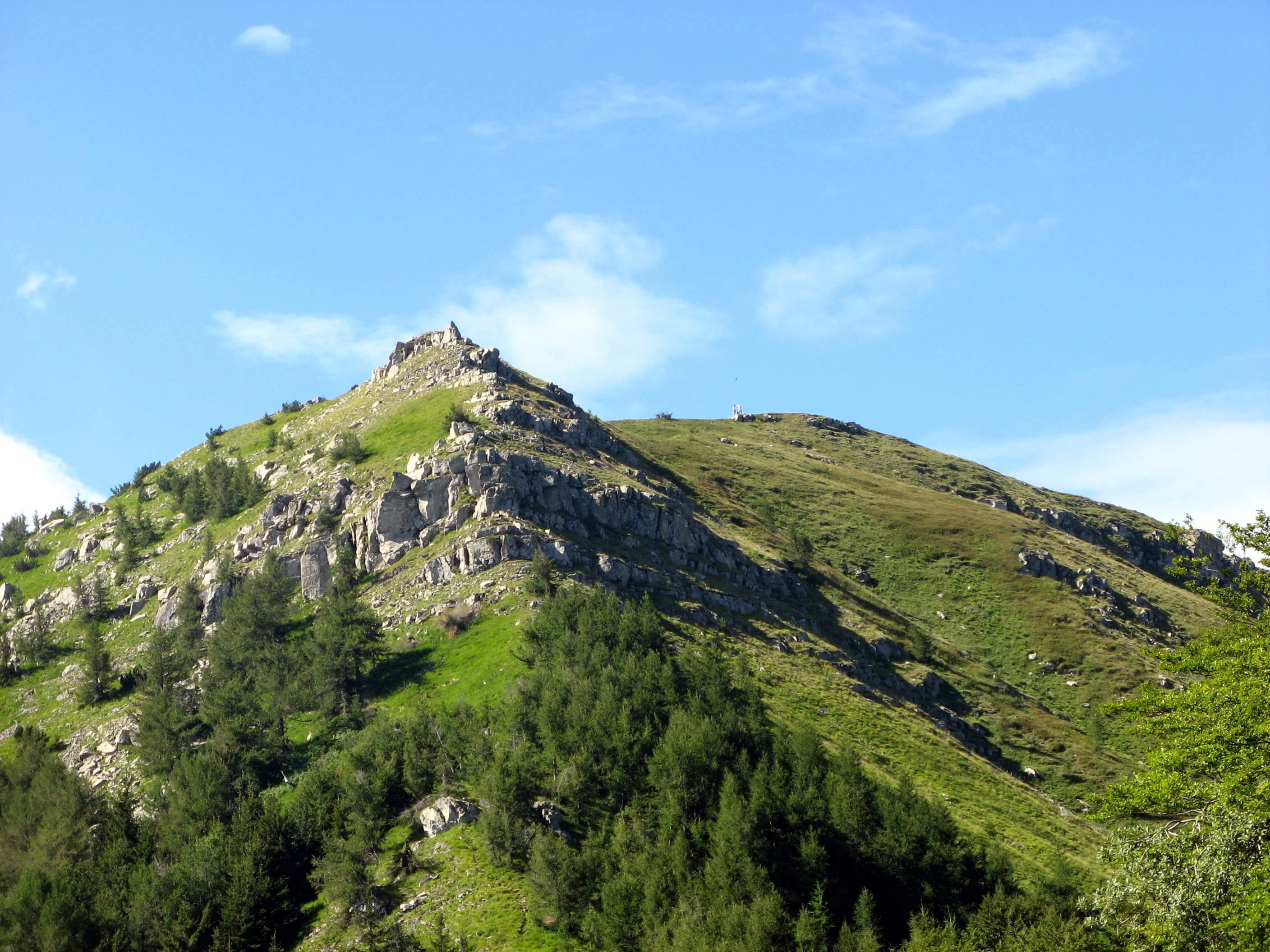
La Cresta di gallo; sullo sfondo la vetta del monte
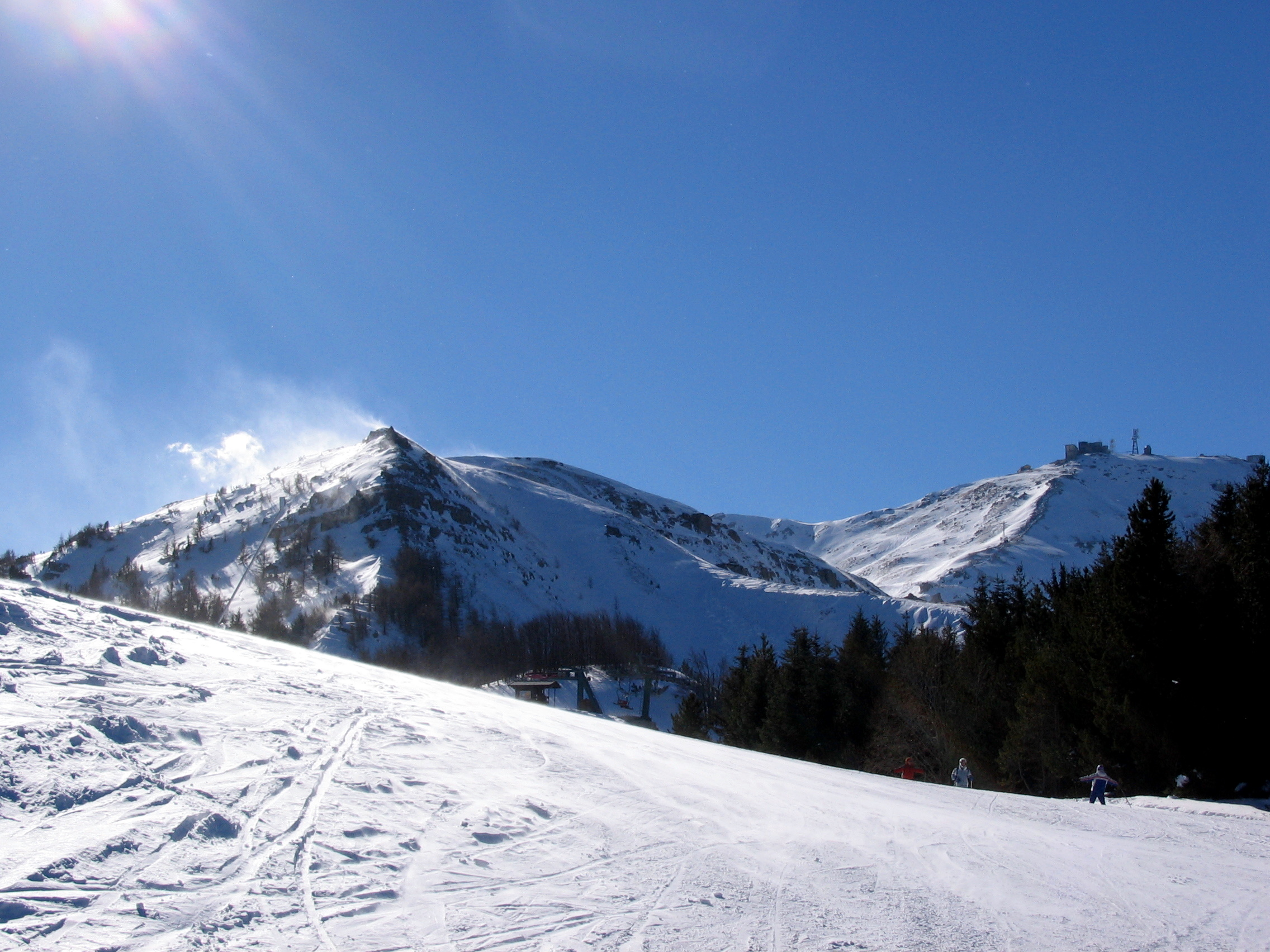
Crinale roccioso denominato Cresta di gallo
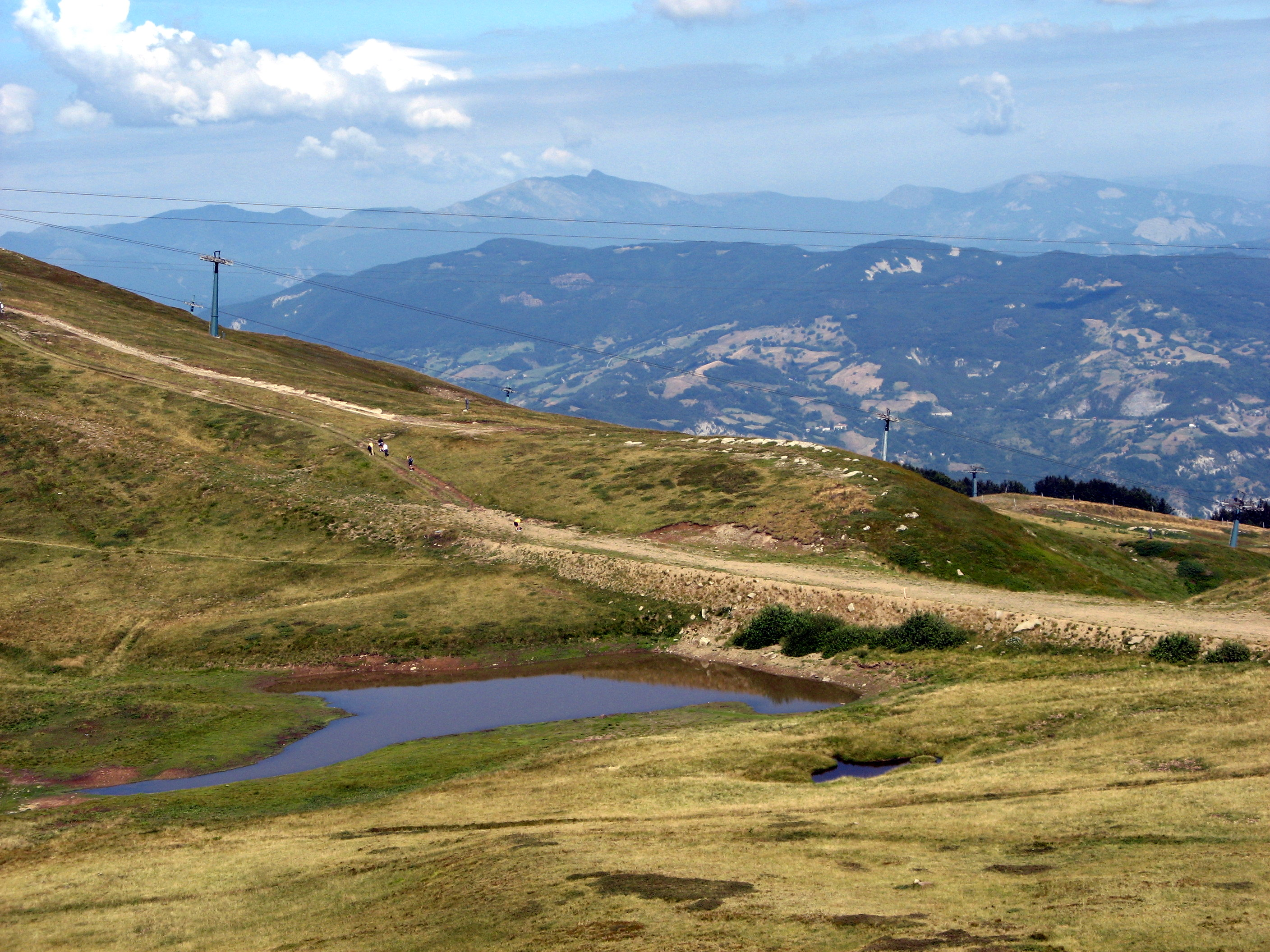
Laghetto che si forma in primavera alla Buca del Cimone
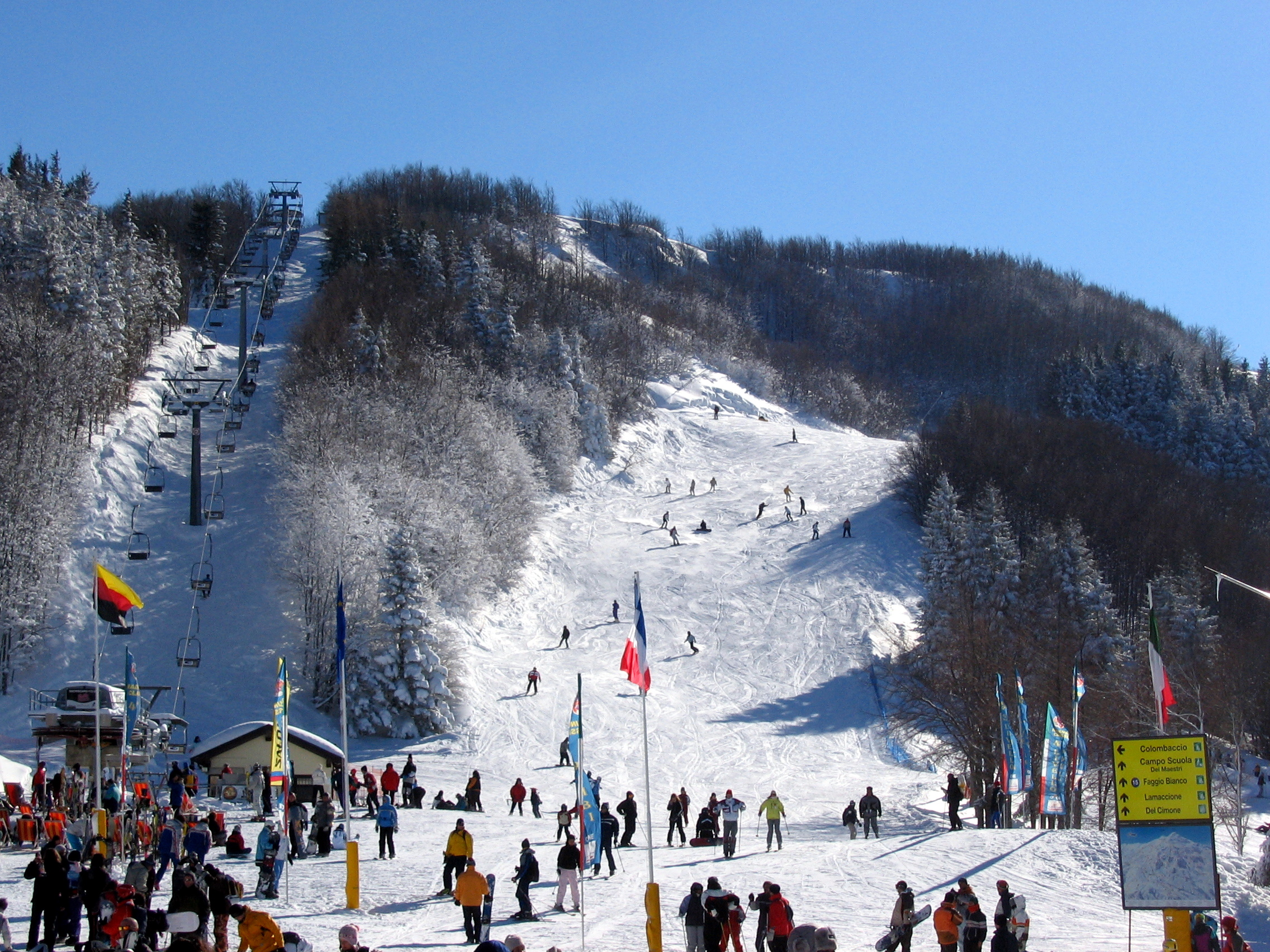
Una delle piste del comprensorio sciistico del Cimone (l'arrivo si trova a passo del Lupo)
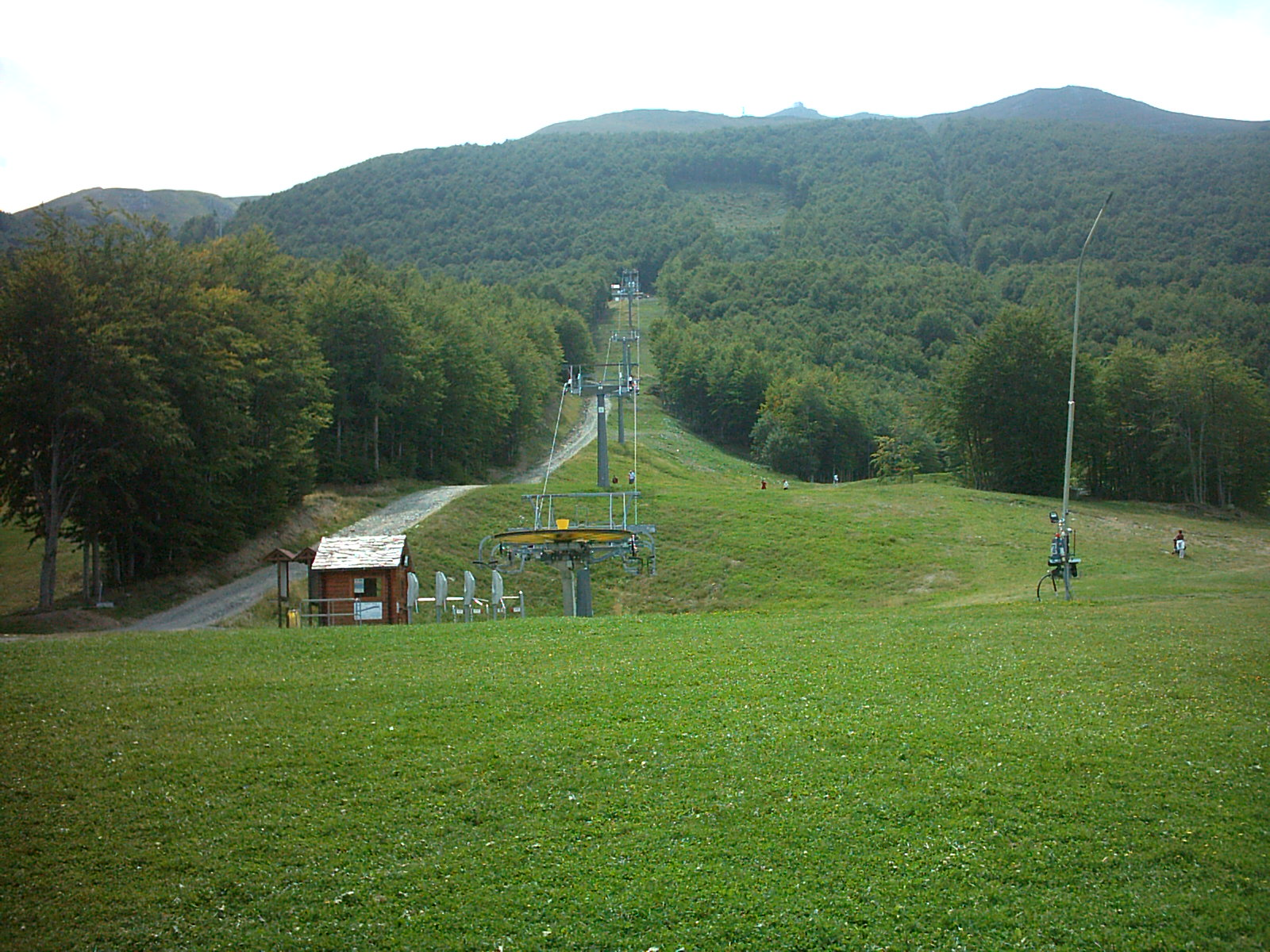
Vista estiva dalla località Le Polle, sul versante nord
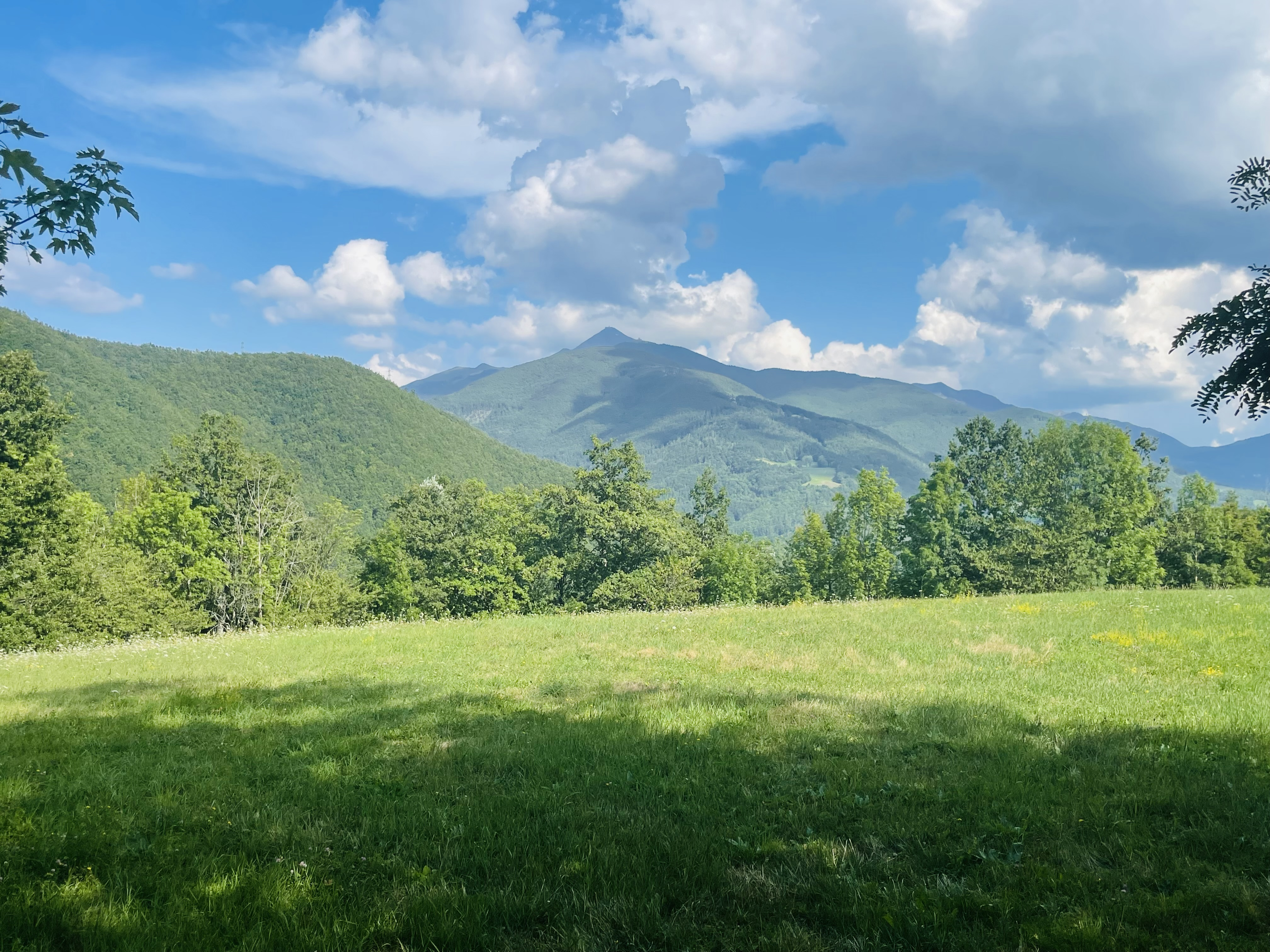
Monte Cimone visto da sopra I Casoni (Pievepelago)
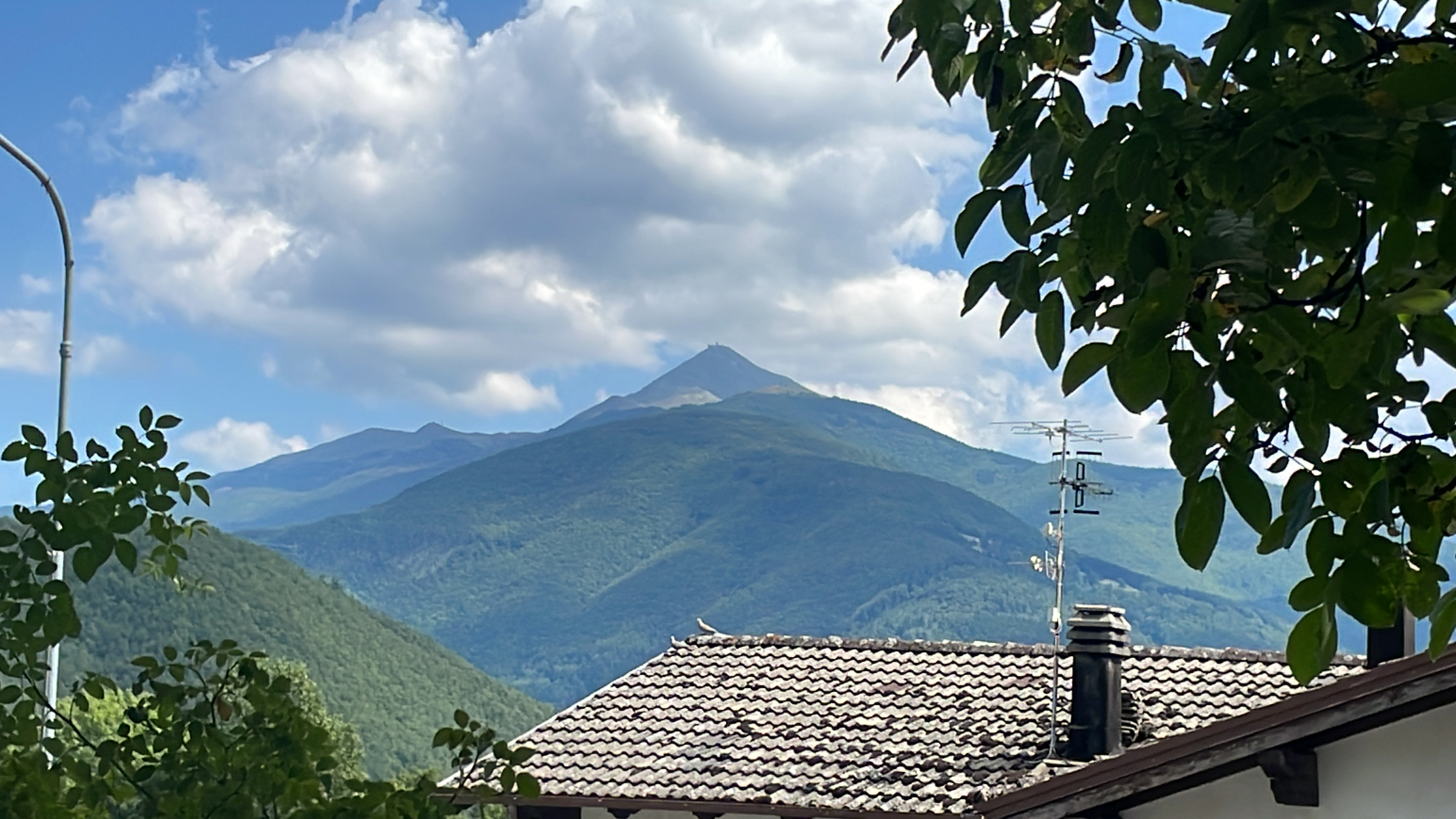
Monte Cimone dalla frazione de I Casoni (Pievepelago)